# Reginald Denny
Reginald Denny, nome d'arte di Reginald Leigh Dugmore (Richmond upon Thames, 20 novembre 1891 – Richmond upon Thames, 16 giugno 1967), è stato un attore britannico.
Saltuariamente fu anche sceneggiatore e regista. Come cantante appare nella colonna sonora di alcuni film.

## Biografia
Nato in una famiglia di teatranti (suo padre William Henry Denny era attore, il fratello Malcolm Denny pure), apparve su un palcoscenico già all'età di sei anni.
Iniziò la sua carriera nel 1915, lavorando sia in Gran Bretagna che negli Stati Uniti, dove arrivò nel 1912 con la famiglia per la messa in scena di una commedia, Quaker Girl. Diventò grande amico di John Barrymore, lavorando con lui in un grande successo di Broadway del 1920, il Riccardo III.
Cominciata la sua carriera cinematografica nel cinema muto, Denny si ritagliò uno spazio di caratterista nel cinema parlato. Interpretò alcuni film da protagonisti nei primi anni del sonoro, soprattutto in ruoli da inglese da commedia. Il suo ultimo ruolo fu nel film Batman (1966), dove interpretò il Commodoro Schmidlapp. Inoltre fece numerose apparizioni televisive negli anni cinquanta e sessanta.

### Carriera nell'aviazione
Nella prima guerra mondiale, Denny si arruolò nei Royal Flyng Corps diventando pilota. Nei primi anni Trenta si interessò a progetti di controllo radio. Con i suoi soci, fondò la Reginald Denny Industries, aprendo anche un negozio dal nome di Reginald Denny Hobby Shops. Lavorando a progetti industriali legati alla radio, la società di Denny vinse un contratto con l'esercito, costruendo il OQ-2 Radioplane, un drone utilizzato poi durante la seconda guerra mondiale quando ne vennero costruiti almeno 15.000 per l'esercito.

### Vita privata
Sposato a Irene ‘Renee’ Haisman, ne ebbe una figlia, Betsy Denny. Il matrimonio finì in divorzio nel 1927. Nel 1928, sposò l'attrice Betsy Lee, da cui ebbe tre figli.
L'attore morì nel 1967, all'età di 75 anni, dopo una lunga battaglia combattuta contro il cancro.

## Filmografia

### Attore

#### 1915
- Niobe, regia di Hugh Ford, Edwin S. Porter  (1915)
- The Melting Pot, regia di Oliver D. Bailey, James Vincent (1915)

#### 1919
- La lanterna rossa (The Red Lantern), regia di Albert Capellani (1919)
- Bringing Up Betty, regia di Oscar Apfel (1919)
- The Oakdale Affair, regia di Oscar Apfel (1919)

#### 1920
- A Dark Lantern, regia di John S. Robertson (1920)
- 39 East, regia di John S. Robertson (1920)

#### 1921
- Paying the Piper, regia di George Fitzmaurice (1921)
- The Price of Possession, regia di Hugh Ford (1921)
- Giovinezza (Experience), regia di George Fitzmaurice (1921)
- Disraeli, regia di Henry Kolker (1921)
- La maschera di carne (Footlights), regia di John S. Robertson (1921)
- The Beggar Maid, regia di Herbert Blaché - cortometraggio (1921)
- Tropical Love, regia di Ralph Ince (1921)
- Il trionfo del lavoro (The Iron Trail), regia di Roy William Neill (1921)

#### 1922
- Let's Go, regia di Harry A. Pollard (1922)
- Round Two, regia di Harry A. Pollard (1922)
- Sherlock Holmes, regia di Albert Parker (1922)
- Payment Through the Nose, regia di Harry A. Pollard (1922)
- Il romanzo di un gentleman boxeur (The Leather Pushers), regia di Edward Laemmle (1922)
- A Fool and His Money, regia di Harry A. Pollard  (1922)
- The Taming of the Shrewd, regia di Harry A. Pollard (1922)
- Whipsawed, regia di Harry A. Pollard (1922)
- Never Let Go, regia di Nat Ross (1922)
- The Jaws of Steel, regia di Nat Ross (1922)
- Plain Grit, regia di Nat Ross (1922)
- The Kentucky Derby, regia di King Baggot (1922)
- Young King Cole, regia di Harry A. Pollard (1922)
- He Raised Kane, regia di Harry A. Pollard (1922)

#### 1923
- The Chickasha Bone Crusher, regia di Harry A. Pollard (1923)
- When Kane Met Abel, regia di Harry A. Pollard (1923)
- Strike Father, Strike Son, regia di Harry A. Pollard (1923)
- Joan of Newark, regia di Harry A. Pollard (1923)
- Abysmal Brute, regia di Hobart Henley (1923)
- The Wandering Two, regia di Harry A. Pollard (1923)
- The Widower's Mite, regia di Harry A. Pollard (1923)
- Don Coyote, regia di Harry A. Pollard (1923), regia di Harry A. Pollard (1923)
- Something for Nothing
- Columbia, the Gem, and the Ocean, regia di Harry A. Pollard (1923)
- Barnaby's Grudge, regia di Harry A. Pollard (1923)
- The Thrill Chaser, regia di Edward Sedgwick (1923)

#### 1924
- Sporting Youth, regia di Harry A. Pollard (1924)
- The Reckless Age, regia di Harry A. Pollard (1924)
- The Fast Worker, regia di William A. Seiter (1924)

#### 1925
- Oh, Doctor!, regia di Harry A. Pollard (1925)
- I'll Show You the Town, regia di Harry A. Pollard (1925)
- Where Was I?, regia di William A. Seiter (1925)
- California Straight Ahead, regia di Harry A. Pollard (1925)

#### 1926
- What Happened to Jones, regia di William A. Seiter (1926)
- Skinner's Dress Suit, regia di William A. Seiter (1926)
- Rolling Home, regia di William A. Seiter (1926)
- Take It from Me, regia di William A. Seiter (1926)
- The Cheerful Fraud, regia di William A. Seiter (1926)

#### 1927
- Fast and Furious, regia di Melville W. Brown (1927)
- Out All Night, regia di William A. Seiter (1927)
- On Your Toes, regia di Fred C. Newmeyer (1927)
- That's My Daddy, regia di Fred C. Newmeyer e, non accreditato, Reginald Denny (1927)

#### 1928
- Good Morning, Judge, regia di William A. Seiter (1928)
- The Night Bird, regia di Fred C. Newmeyer (1928)
- Red Hot Speed, regia di Joseph Henabery (1928)

#### 1929
- Clear the Decks, regia di Joseph Henabery (1929)
- His Lucky Day, regia di Edward F. Cline (1929)
- One Hysterical Night, regia di William James Craft (1929)

#### 1930
- Embarrassing Moments, regia di William James Craft (1930)
- What a Man, regia di George J. Crone (1930)
- Madame Satan, regia di Cecil B. DeMille (1930)
- Those Three French Girls, regia di Harry Beamount (1930)
- Jenny Lind (A Lady's Morals), regia di Sidney Franklin (1930)
- L'amante di mezzanotte (Oh! For a Man) regia di Hamilton MacFadden (1930)

#### 1931
- Io... e le donne (Parlor, Bedroom and Bath), regia di Edward Sedgwick (1931)
- Kiki, regia di Sam Taylor (1931)
- Stepping Out, regia di Charles Reisner (1931)
- Private Lives, regia di Sidney Franklin (1931)
- The Christmas Party

#### 1932
- Strange Justice, regia di Victor Schertzinger (1932)

#### 1933
- Il padrone della ferriera (The Iron Master), regia di Chester M. Franklin (1933)
- Una notte al Cairo (The Barbarian), regia di Sam Wood (1933)
- The Big Bluff, regia di Reginald Denny (1933)
- Solo una notte (Only Yesterday), regia di John M. Stahl (1933)
- Nebbia (Fog), regia di Albert S. Rogell (1933)
- Hamlet, Act I: Scenes IV and V

#### 1934
- La pattuglia sperduta (The Lost Patrol), regia di John Ford (1934)
- Dancing Man, regia di Albert Ray (1934)
- Il mondo va avanti (The World Moves On), regia di John Ford (1934)
- Schiavo d'amore (Od Human Bondage), regia di John Cromwell (1934)
- We're Rich Again, regia di William A. Seiter (1934)
- One More River
- La ragazza più ricca del mondo (The Richest Girl in the World), regia di William A. Seiter (1934)
- Amore tzigano (The Little Minister), regia di Richard Wallace (1934)

#### 1935
- The Lottery Lover, regia di Wilhelm Thiele (1935)
- Without Children, regia di William Nigh (1935)
- Signora vagabonda (Vagabond Lady), regia di Sam Taylor (1935)
- Non più signore (No More Ladies), regia di Edward H. Griffith e, non accreditato, George Cukor (1935)
- Canto d'amore (Here's to Romance), regia di Alfred E. Green (1935)
- Anna Karenina, regia di Clarence Brown (1935)
- The Lady in Scarlet, regia di Charles Lamont (1935)
- Una notte d'oblio (Remember Last Night?), regia di James Whale (1935)
- Midnight Phantom, regia di Bernard B. Ray (1935)

#### 1936
- L'uomo senza volto (The Preview Murder Mystery), regia di Robert Florey (1936)
- It Couldn't Have Happened (But It Did), regia di Phil Rosen (1936)
- Giulietta e Romeo (Romeo and Juliet), regia di George Cukor (1936)
- Due nella folla (Two in a Crowd), regia di Alfred E. Green (1936)
- Cercasi segretaria (More Than a Secretary), regia di Alfred E. Green (1936)
- We're in the Legion Now, regia di Crane Wilbur (1936)

#### 1937
- La fuga di Bulldog Drummond (Bulldog Drummond Escapes), regia di James P. Hogan (1937)
- Join the Marines
- Regina della notte (Women of Glamour), regia di Gordon Wiles (1937)
- Let's Get Married, regia di Alfred E. Green (1937)
- The Great Gambini, regia di Charles Vidor (1937)
- Jungle Menace , regia di Harry L. Fraser, George Melford (1937)
- Bulldog Drummond Comes Back, regia di Louis King (1937)
- Sunday Night at the Trocadero, regia di George Sidney - cortometraggio (1937)
- La via del possesso (Beg, Borrow or Steal), regia di William Thiele (1937)
- La valigia infernale (Bulldog Drummond's Revenge), regia di Louis King (1937)

#### 1938
- Il diamante fatale (Bulldog Drummond's Peril), regia di James P. Hogan (1938)
- Il giuramento dei quattro (Four Men and a Prayer), regia di John Ford (1938)
- Marco il ribelle (Blockade), regia di William Dieterle (1938)
- Bulldog Drummond in Africa, regia di Louis King (1938)
- Arrest Bulldog Drummmond , regia di James P. Hogan (1938)

#### 1939
- La squadra speciale di Bulldog Drummond (Bulldog Drummond's Secret Police), regia di James P. Hogan (1939)
- Everybody's Baby, regia di Malcolm St. Clair (1939)
- Bulldog Drummond's Bride, regia di James P. Hogan (1939)

#### 1940
- Rebecca - La prima moglie (Rebecca), regia di Alfred Hitchcock (1940)
- Parata di primavera (Spring Parade), regia di Henry Koster (1940)
- La taverna dei 7 peccati (Seven Sinners), regia di Tay Garnett (1940)

#### 1941
- Una notte a Lisbona (One Night in Lisbon), regia di Edward H. Griffith (1941)
- Il diavolo con le ali (International Squadron), regia di Lothar Mendes, Lewis Seiler (1941)
- Amore per appuntamento (Appointment for Love), regia di William A. Seiter (1941)

#### 1942
- Captains of the Clouds, regia di Michael Curtiz (1942)
- La voce del terrore (Sherlock Holmes and the Voice of Terror), regia di John Rawlins (1942)
- Occhi nella notte (Eyes in the Night), regia di Fred Zinnemann (1942)
- Sparvieri di fuoco (Thunder Birds: Soldiers of the Air), regia di William A. Wellman (1942)
- Over My Dead Body, regia di Malcolm St. Clair (1942)

#### 1945
- Gli amanti del sogno (Love Letters), regia di William Dieterle (1945)

#### 1947
- La mia brunetta preferita (My Favorite Brunette), regia di Elliott Nugent (1947)
- Passione selvaggia (The Macomber Affair), regia di Zoltán Korda (1947)
- Sogni proibiti (The Secret Life of Walter Mitty), regia di Norman Z. McLeod (1947)
- Tre figli in gamba (Christmas Eve), regia di Edwin L. Marin (1947)
- Non mi sfuggirai (Escape Me Never), regia di Peter Godfrey (1947)

#### 1948
- La casa dei nostri sogni (Mr. Blandings Builds His Dream House), regia di H.C. Potter (1948)

#### 1965
- Cat Ballou, regia di Elliot Silverstein (1965)

- Batman, regia di Leslie H. Martinson (1966)

### Televisione
- The Eddie Cantor Comedy Theater – serie TV, episodi 1x04 (1955)
- Telephone Time – serie TV, episodio 1x16 (1956)
- 77º Lancieri del Bengala (Tales of the 77th Bengal Lancers) – serie TV, episodio 1x15 (1957)

### Sceneggiatore
- The Beggar Maid, regia di Herbert Blaché - cortometraggio (1921)
- Tropical Love, regia di Ralph Ince (1921)
- The Big Bluff, regia di Reginald Denny - soggetto (1933)

### Regista
- The Big Bluff (1933)
- That's My Daddy, co-regia di Fred C. Newmeyer (1927)